# محنة الشيخ اليوسي (كتاب)
يُعتبر كتاب "محنة الشيخ اليوسي" للمؤرخ المغربي عثمان أشقرا من الأعمال المهمة التي تتناول تاريخ الفقهاء والعلماء المغاربة في فترة عصيبة من تاريخ المغرب الحديث. يقدم الكتاب دراسة متعمقة للمحنة التي تعرض لها الشيخ محمد بن علي اليوسي (1603–1691)، الذي يعد أحد أبرز علماء المغرب في العصر الحديث، ويُعرف بإسهاماته الكبيرة في الفقه المالكي والعلوم الإسلامية. تتسم هذه الدراسة بالتفصيل والعمق، حيث تعكس المعاناة التي واجهها الشيخ اليوسي على المستويين الفكري والسياسي، وتأثير ذلك على مسيرته العلمية وعلى المشهد الثقافي في المغرب.

## الفصل الأول: حياة الشيخمحمد بن علي اليوسيوسيرته العلمية

### النشأةوالتعليم[2]
ولد الشيخ اليوسي في عام 1603 بمدينة فاس، التي كانت في تلك الحقبة مركزًا علميًا وثقافيًا هامًا في المغرب. تلقى تعليمه الأولي في المدارس القرآنية بالمدينة، ثم تتلمذ على كبار علماء عصره، حيث تنقل بين العديد من مراكز العلم في المغرب وخارجه، فدرس الفقه المالكي، والحديث، والتصوف، والأدب. امتاز بطموح علمي كبير، وحرص على الاطلاع على مذاهب متعددة، مما أكسبه رؤية فقهية شاملة ومتعمقة.

### مؤلفاته العلمية
ترك اليوسي تراثًا علميًا ثريًا، شمل كتبًا في الفقه، والتصوف، والحديث، والأدب. من أبرز مؤلفاته:
- المنهل الصافي، وهو شرح لكتب الفقه المالكي.
- الحياة الروحية، في التصوف والروحانيات.
- رسائل في مختلف العلوم، تضم مقالات فقهية وأدبية.

كان اليوسي معلمًا مرموقًا وناصحًا لعدد من السلاطين، ما منحه مكانة عالية في المجتمع المغربي.

## الفصل الثاني: الخلفية التاريخية والسياسية للمحنة

### المغرب فيالقرن السابع عشر[2]
عاصر اليوسي عهد الدولة العلوية، التي بدأت في القرن السابع عشر، حيث كانت المغرب تواجه تحديات داخلية وخارجية عديدة، منها توحيد البلاد، مقاومة الاستعمار الأوروبي، وتهديدات القبائل المتفرقة. كما شهدت هذه الحقبة صراعات على السلطة بين الطبقات الحاكمة، ونزاعات بين الفئات الاجتماعية المختلفة.

### العلاقة بين العلماء والسلطة
كانت العلاقة بين العلماء والسلطة معقدة ومتحركة، فالعلماء غالبًا ما كانوا يشكلون ركيزة شرعية للحكام، لكن في بعض الأحيان ظهر التوتر بين استقلالية العلماء ومواقفهم الفكرية وبين مواقف السلطة، مما أدى إلى محن وتجاذبات بين الطرفين.

## الفصل الثالث: أسباب المحنة

### المواقف الفقهية والاجتهادية[3]
كان الشيخ اليوسي معروفًا باجتهاداته الفقهية التي لم تكن دائمًا متماشية مع التيار الرسمي، فقد تبنى آراء فقهية جريئة في بعض المسائل التي أزعجت بعض رجال السلطة الدينية والسياسية. أدت هذه الاجتهادات إلى اتهامه بالتحريف أو تجاوز حدود التقليد.

### المواقف السياسية
كان للشيخ مواقف سياسية انتقد فيها بعض ممارسات الحكم، ودافع عن حقوق الفئات المهمشة، مما جعله في صدام مع بعض رجال الدولة. كما أنه لم يتردد في توجيه النصائح السديدة للسلاطين، ما عرض علاقته مع السلطة إلى توترات.

### الصراعات مع الفئات الدينية الأخرى
عانى اليوسي من خلافات مع بعض الزعامات الدينية الأخرى، خاصة التيارات الصوفية التقليدية التي رأت في مواقفه اجتهادات مهددة لاستقرار المنظومة الدينية السائدة.

## الفصل الرابع: مراحل المحنة وأحداثها

### أولى علامات التوتر[4]
بدأت المحنة مع ظهور نقد محدود من بعض رجال السلطة الدينية، الذين حاولوا الحد من تأثير الشيخ على الناس. استمرت هذه الحملات ضد اليوسي بشكل متقطع، مع تبادل دفاع ونقد بينه وبين خصومه.

### مواجهة السلطة السياسية[5]
تفاقمت الأزمة عندما اعتبرته السلطات تهديدًا للحكم الشرعي، فتعرض لمضايقات رسمية، وشُوهت سمعته عبر الحملات الإعلامية الدينية آنذاك. وصلت الأمور إلى سجنه لفترات متفاوتة.

### تأثير المحنة على مكانته العلمية والاجتماعية
رغم المعاناة، حافظ الشيخ اليوسي على تأثيره العلمي، واحتفظ بقاعدة جماهيرية واسعة، لكنه عانى من عزلة نسبية من جانب بعض الأوساط الرسمية.

## الفصل الخامس: انعكاسات المحنة على المشهد الفكري والثقافي المغربي[3][5][2]

### إضعاف الحركة العلمية
أدت المحنة إلى إضعاف دور بعض المدارس العلمية التي كان اليوسي يقودها أو يؤثر فيها، وتراجع المنهج الاجتهادي الذي كان يمثل علامة بارزة في فكره.

### تحفيز النقاشات الفكرية
على الجانب الآخر، أثارت المحنة نقاشات مهمة حول حرية الاجتهاد، علاقة الدين بالسلطة، ودور العلماء في المجتمع، ما ساهم في ظهور تيارات فكرية جديدة لاحقًا.

### الإرث الفكري في مواجهة المحنة[2]
نجح الشيخ اليوسي في تخليد اسمه كعالم مفكر اجتهد رغم الصعوبات، وأثرت كتاباته وأفكاره في أجيال من العلماء والمثقفين المغاربة.

## الفصل السادس: تقييم تاريخي وفكري للمحنة

### قراءة معاصرة[3]
يعتبر الباحثون المعاصرون محنة الشيخ اليوسي نموذجًا حيًا للصراعات التي واجهها العلماء في مواجهة السلطة، ومدى التحديات التي واجهت الحرية الفكرية في المغرب القديم.

### الدروس المستفادة[5][2]
تُظهر المحنة أهمية حماية استقلالية العلماء، واحترام حرية الاجتهاد في تطوير الفكر الديني والاجتماعي. كما تبرز حاجة المجتمعات إلى حوار مفتوح بين مختلف الفئات لتحقيق التوازن.

## في الختام
يختتم الكتاب بالتأكيد على أن محنة الشيخ اليوسي لم تكن مجرد صراع شخصي، بل كانت انعكاسًا لصراعات أعمق في المجتمع المغربي بين الفكر المستقل والسلطة السياسية والدينية. يبقى إرث الشيخ اليوسي شاهدًا على قوة الفكر والاجتهاد في مواجهة التحديات، ورمزًا للمثابرة العلمية رغم كل الصعاب.